# Thanh Sơn, huyện Tân Phú
Thanh Sơn là một xã thuộc huyện Tân Phú, tỉnh Đồng Nai, Việt Nam.
Xã có diện tích 15,44 km², dân số năm 1999 là 5220 người, mật độ dân số đạt 338 người/km².

## Hành chính
Xã Thanh Sơn được chia thành 4 ấp: Đa Tôn, Suối Đá, Thanh Lâm, Thanh Trung.

## Lịch sử
Trước năm 2016, xã Thanh Sơn được chia thành 7 ấp: Bon Gõ, Cây Dầu, Đa Tôn, Suối Đá, Thanh Lâm, Thanh Trung, Thanh Quang.
Ngày 11 tháng 8 năm 2017, Uỷ ban Nhân dân tỉnh Đồng Nai ban hành Quyết định 2817/QĐ-UBND, trong đó:
- Sáp nhập ấp Bon Gõ, ấp Cây Dầu và một phần ấp Thanh Quang váo ấp Thanh Trung.
- Sáp nhập phần còn lại ấp Thanh Quang vào ấp Đa Tôn.
- Sáp nhập một phần ấp Đa Tôn vào ấp Suối Đá.